# 劉康祖
劉康祖（？—451年1月5日），彭城郡呂縣（今江苏省徐州市铜山区）人，南朝宋將領，曾參與對北魏的北伐戰爭，並戰死。

## 生平
劉康祖一家世居京口。東晉義熙十一年（415年），父親劉虔之在討伐司馬休之時戰死，劉康祖襲其爵新康縣男。劉康祖能騎射，体力超乎凡人，卻在鄉里中不務正業，整天四處遊蕩，賭博飲酒，不過因其體格強健，每次因犯法而被郡縣府衙追捕時都輕易翻牆過屋，人們都無法抓住他。一次在建康夜闖別人家中，被州府派人包圍監守，然劉康祖竟能突圍而去，眾人都不敢追。當晚，劉康祖只用半晚時間就回到京口，至明天一早就到南徐州州府中求職。不久，由建康來要追緝他的文書送到京口，州府办事人员都证明以昨天晚上在京口，刘康祖于是没有受处罚。後來劉康祖任長沙王劉義欣的鎮軍參軍，又轉員外散騎侍郎，但期間屢屢被彈劾，宋文帝以刘康祖是功臣之子，每次都宽恕他。刘康祖担任员外郎十年，因为樗蒲賭博而被免官。
劉康祖後轉太子左積弩將軍。元嘉十八年十二月癸亥日（442年1月12日），劉康祖詔與龍驤將軍裴方明及梁坦率三千兵協助梁秦二州刺史劉真道討伐侵擾漢川的楊難當，並於次年大破楊難當，楊難當逃奔北魏，仇池平定。然而，不久就因劉真道及裴方明私吞仇池中的金銀財寶和楊難當的馬而被收下廷尉，並被免官。
不久，時任南豫州刺史的武陵王劉駿徵劉康祖為征虜中兵參軍，於是一改以往作風，修心養性。後轉太子翊軍校尉，又任豫州刺史、安蠻校尉、南平王劉鑠的安蠻司馬。元嘉二十七年（450年），北魏南侵，魏太武帝更親自領軍圍攻懸瓠城，守將陳憲奮力抵抗。劉鑠就讓劉康祖及臧質率軍救援，劉康祖等戰至融水，擊破魏軍並斬北魏殿中尚書長孫真，並攻至懸瓠城四十里外。魏軍久攻不下，劉康祖援軍又到，太武帝於是燒毀攻城器具後撤軍。劉康祖後進左軍將軍。同年，宋文帝準備北伐，劉康祖認為七月才北伐太晚，請求明年才出兵，但沒被接納。戰時，劉鑠派胡盛之等出兵許、洛，北魏荊州刺史魯爽棄長社出走，宋軍亦敗北魏豫州刺史拓跋僕蘭，遂追其至虎牢，劉鑠即派劉康祖率軍支援進攻虎牢。
然而，因應王玄謨所率東線兵敗滑臺，魏軍開始深入，十一月，北魏永昌王拓跋仁进攻悬瓠，俘虏刘宋守将赵淮，又攻克项城，击破尉武戍，俘虏尉武戍的戍主。拓跋仁又进攻寿阳，驻扎在孙叔敖的墓地，掠夺马头郡和钟离郡。宋文帝担心魏军进攻寿阳，征召左军将军刘康祖返回。刘康祖返回途中，离着寿阳还差几十里路，十一月癸卯（451年1月5日），拓跋仁率领长安的八万骑兵在尉武戍追上了刘康祖。刘康祖部下只有八千人，军中副将胡盛之想要凭借山势的险要，走小路回到寿阳。刘康祖发怒说：“我接受本朝的任命，扫荡黄河洛水地区，虏寇如今自己送上门，正好不再使我军远征劳苦。这些犬羊一样的东西虽然来的多，其实很容易消灭。我们的士兵久经训练，武器精良，而且距离寿阳只有几十里路，援军不久就到，还担心什么呢？”宋军于是把战车结成营垒，继续前进。刘康祖下令说：“犹豫观望的斩首，改变行动方向的斩足！”魏军四面围攻，宋军殊死搏斗，从早上到下午申时，魏军死伤一万多人，宋军士兵流下的血液把脚踝都淹没了，刘康祖受伤十处，精神更加激昂。魏军把部队一分为三，轮流休息和作战。晚上大风急刮，魏军用骑兵背草烧宋军的战车营垒，刘康祖去填补空缺，被流箭贯穿脖子坠马而死，宋军不能作战，因此溃散，被全部杀死，自己逃走的只有几十个人，刘宋将军胡盛之、王罗汉等人被俘虏送到魏太武帝的行宫。
元嘉二十八年（451年），宋文帝追念劉康祖，贈益州刺史，賜諡號壯，新康縣男的爵位一直世襲到南齊建立。

## 逸事
劉康祖戰死後，首級還被魏軍送到彭城，展示給守城的劉義恭軍看，面色還像活的一樣。

## 家庭

### 父輩
- 劉簡之，劉康祖伯父，曾響應宋武帝起兵討伐桓玄，官至晉太尉諮議參軍。
- 劉虔之，劉康祖父，晉官至江夏相，參與討伐司馬休之，為魯爽所殺。
- 劉謙之，劉簡之弟，好學，曾撰寫《晉紀》二十卷和討平徐道期叛亂，在晉官至廣州刺史。

### 平輩
- 劉道產，劉簡之子，在劉宋官至雍州刺史。

## 延伸阅读
[在维基数据编辑]
 《宋書·卷50》，出自沈约《宋书》
 《南史·卷17》，出自李延壽《南史》